# Guamutas
Guamutas es una localidad cubana del municipio de Martí, perteneciente a la provincia de Matanzas.

## Historia
Hacia la década de 1860, la aldea, por entonces perteneciente al partido de Cárdenas, tenía contabilizada una población de 249 habitantes. Aparece descrita en el segundo tomo del Diccionario geográfico, estadístico, histórico, de la isla de Cuba de Jacobo de la Pezuela con las siguientes palabras:

Guamutas. (aldea de) En el part.º del mismo nombre y en la J. de Cárdenas. Tiene 23 casas y 249 habitantes casi en el centro del hato que tambien lleva su nombre, en terreno algun tanto húmedo y anegadizo donde se forman varias lagunas y que hace parte del gran llano de Banagüises, á orillas del camino real de la Habana á Santiago de Cuba. Data la fundacion de esta aldea, rodeada de valiosas fincas de todas clases, desde la época de la fundacion de Matanzas; pues su parroquia titulada de San Hilario, segun se dice, quedó instalada el mismo año de 1693 en que se erigió la de aquella ciudad; y los antiguos vecinos aseguran haber oido á sus mayores que existia muchos años antes en este punto un corte de maderas de construccion para la real armada junto al cual se formaron una poblacion de 40 ó mas casas, un hospital y otras oficinas dependientes de la marina. A pesar de su antigüedad y de la feracidad estraordinaria de su part.º siempre ha sido Gamutas poblacion de muy poca importancia. El censo de 1841 la consideró como tal. En el Cuadro Estadístico de 1846 se la señalaba con una casa de mampostería, 8 de madera tejas y 9 de guano, con 9 habitantes blancos, 3 libres de color y 8 esclavos. Sin embargo, no se crea por esto que sea Guamutas una poblacion destituida de recursos; antes por el contrario, cada casa contiene por decirlo asi algun establecimiento. Así es que el Cuadro Estadístico de 1846 designaba en Guamutas 6 tiendas mistas, 4 tabaquerías, 3 fondas posadas, 2 panaderías, 2 zapaterías, una barbería, una carpintería, una sastrería y una herrería. La parroquia, que es hoy de ascenso con el personal que corresponde á las de su clase, es grande, de mampostería y tejas, y de bastante correcta construccion. Su cura párroco percibe como complemento de su consignacion del Estado, 484 ps. fs. 35 cs., 400 el teniente cura y 300 que se consignan para los gastos de material y fábrica. Es esta aldea residencia del capitan pedáneo, de una administracion de correos que es de 3.ª clase, cuyo administrador tiene una asignacion de 300 ps. fs. anuales y 50 mas para gastos de material y escritorio. Dista Guamutas 40 leguas al E. S. E. de la Habana por el camino real de Cuba y 12 de la aldea de Camarones al S. E. quedando al S. del caserío de Hato Nuevo, al N. N. O. del de Alava, al N. N. E. del de Pijuan y al E. casi de Cimarrones.
(Pezuela, 1863, p. 448)

La localidad, adscrita después al municipio de Martí, tenía 2916 habitantes en 1919, 2828 en 1931 y 2755 en 1943.